# Kragelunds kyrka
Kragelunds kyrka (danska: Kragelund Kirke) är en kyrka i Kragelunds socken i forna Hids härad, Viborg län, numera Silkeborgs kommun, i Danmark.

## Kyrkobyggnaden
Långhus och kor uppfördes omkring år 1150, medan vapenhus och torn tillkom senare.
Dopfunten av granit är från medeltiden. Predikstolen tillkom 1645.

## Galleri

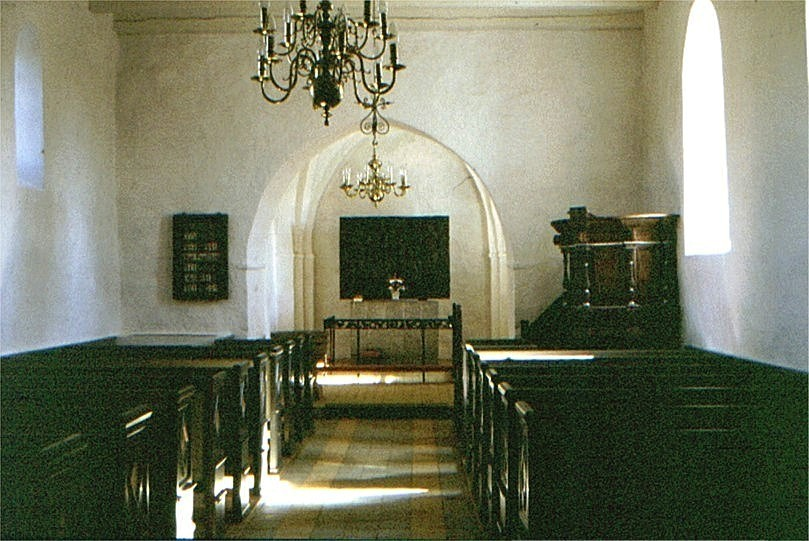
Kyrkorummet
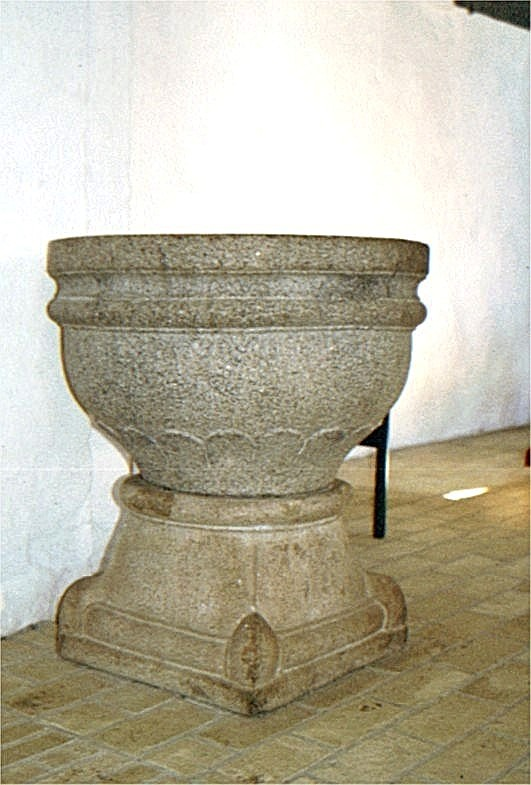
Dopfunt